# 檜中站
檜中站（韓語：회중역）是朝鮮民主主義人民共和國慈江道和坪郡的一個鐵路車站，属于北部内陆线。

## 历史
- 1988年8月3日，落成使用。

## 邻近车站
北部内陆线
和坪站 - 檜中站 - 龙出站